# متحف الجزيرة
متحف الجزيرة هو متحف يقع بدار الأوبرا المصرية في القاهرة.
يضم المتحف مجموعة كبيرة ونادرة من التحف واللوحات الفنية والتماثيل التي يبلغ عددها 4 آلاف قطعة فنية، ويعود الكثير من هذه المجموعة النادرة إلى قصور أفراد الأسرة المالكة المصادرة بعد ثورة 23 يوليو عام 1952.تقدر قيمة مقتنيات المتحف ب 170 مليار دولار. المتحف مغلق منذ أكثر من 25 عام.

## مقتنيات المتحف
ضم المتحف أكثر من 1300 لوحة فنية لكبار فناني العالم يرجع بعضها للقرن الخامس عشر الميلادي. وتقدر اللوحات الفنية الموجودة بالمتحف بمليارات الدولارات بالإضافة لمجموعة من الأيقونات القبطية الأثرية وأعمال الخزف الصيني والياباني القديم وقطع فنية متنوعة بين الزجاج الإسلامي الذي صنع في القرنين الحادي عشر والثاني عشر الميلادي ومجموعة الزجاج الروماني والفرنسي ومجموعة متنوعة من الخزف الإسلامي المصري والإيراني والدمشقي والبخاري والروسي والتركي بالإضافة إلى البورسلين الصيني من مختلف العصور. بالإضافة إلى مجموعة نادرة من السجاد الأثري من إيران وخراسان كما يوجد جوبلان بلجيكي يعود للقرن الـ 18 وجوبلان فرنسي من القرن الـ 19، بالإضافة إلى مجموعة نادرة من التماثيل والأدوات الموسيقية ولوحات الحفر ولوحات الخط العربي.

### أبرز اللوحات
- لوحة «سيدة شرقية في مخدعها» والتي تقدر قيمتها بأكثر من 120 مليون دولار للرسام الفرنسي هنري ماتيس
- لوحة «زهور» والتي تقدر قيمتها بأكثر من 60 مليون دولار للرسام الفرنسي ديلاكروا
- لوحة «الرجل والغليون» و«صورة شخصية للفنان» ولوحة «عارية» للرسام الفرنسي غوستاف كوربيه.[2]

كما يحتوى المتحف على مجموعة من اللوحات الفنية التي لا تقدر بثمن لأبرز الرسامين الأوروبيين مثل بيتر بول روبنس، كلود مونيه، بابلو بيكاسو وجون كونستابل.

## الإغلاق
إُغلِق المتحف عام 1988 بحجة تطويره وكان في ذلك الوقت يحتاج إلى 12 مليون جنيه لكن بسبب عدم توافر ميزانية تم إغلاقه حتى الآن.

## سرقات
تعرض المتحق للسرقة في عام 1967 حيث تم سرقة لوحة «ذات الوجهين» التي يقدر ثمنها بـ60 مليون دولار للرسام الفلامنكي روبنس كانت اللوحة من أملاك الملكة نازلي والدة الملك فاروق، لتكتشف إدارة المتحف بالصدفة أن اللصوص وضعوا لوحة أخرى مكانها من نفس لوحات المتحف، تم العثور على اللوحة في وقت لاحق وكتب اللصوص أنهم سرقوها للفت النظر لمدى الإهمال في المتاحف الفنية.